# Прудников Олексій Павлович
Олексій Павлович Прудников (рос. Алексе́й Па́влович Пру́дников, нар. 20 березня 1960, Москва) — радянський та російський футболіст, що грав на позиції воротаря. Відомий за виступами у низці російських клубів, зокрема за клуби «Спартак» (Москва), у складі якого двічі став чемпіоном СРСР як резервний воротар, та «Динамо» (Москва), а також низці закордонних клубів та олімпійську збірну СРСР, у складі якої став олімпійським чемпіоном.

## Клубна кар'єра
Олексій Прудников народився у Москві. Він з дитинства любив спорт, і під впливом батька — уболівальника московського «Спартака», хотів у дитинстві записатися у футбольну школу цього клубу, проте він цього разу не справив враження на тренерів, і йому відмовили у прийомі до секції футболу, не вдалось йому також записатись до футбольної секції московського «Локомотива». Натомість він вирішив зайнятися лижним спортом, у якому досяг певних успіхів, навіть був кандидатом на поїздку на міжнародні змагання. Пізніше, у зв'язку із відсутністю у секції воротарів, Прудникова таки прийняли до спартаківської футбольної секції. Його першим футбольним тренером був олімпійський чемпіон 1956 року Михайло Огоньков, а в секції він займався з Федором Черенковим. Пізніше Прудником зумів переконати тренерський штаб «Спартака» включити його до складу головної команди клубу. У чемпіонаті СРСР Прудников дебютував 1978 року. Увесь час першого періоду виступів у «Спартаку» він був дублером Ріната Дасаєва, тому за 5 років зіграв лише у 17 матчах чемпіонату, хоча у зв'язку з участю у чемпіонському сезоні 1979 року отримав титул чемпіона СРСР.
У зв'язку із малою ігровою практикою Прудников вирішив змінити клуб, і отримав пропозицію від представників тренерського штабу клубу «Динамо» (Москва), до складу якого приєднався 1983 року. У цьому клубі він швидко став головним голкіпером команди. Перші роки перебування Прудникова в динамівській команді були важкими для московського клубу, який на той час займав місця унизу турнірної таблиці. У 1984 році він разом із командою став володарем Кубка СРСР. Проте з приходом у команду нового головного тренера Едуарда Малофєєва команда стала одним із претендентів на перемогу в першості СРСР, лише в останніх турах першості 1986 року поступилась більш досвідченішим київським одноклубникам. Проте в 1987 році після запрошення до команди Дмитра Харіна Прудников вирішив покинути «Динамо».
На початку 1988 року Олексій Прудников став гравцем московського «Торпедо». Проте в команді грав рідко, оскільки частіше перебував на зборах олімпійської збірної СРСР. Пізніше на запрошення тренерського штабу московського «Спартака» повернувся до команди, проте зіграв усього два матчі, і вирішив поїхати за кордон. Вибір досвідченого воротаря припав на клуб із Югославії «Вележ» із Мостара. Проте в цьому клубі він зіграв лише кілька матчів у кінці сезону, оскільки вчасно не отримав трансферний сертифікат із СРСР, і тому перейшов до іншого югославського клубу «Сараєво». Проте якраз розпочалась війна в Югославії, й Олексію Прудникову довелось покинути боснійську команду. Далі протягом року колишній спартаківський воротар був граючим тренером нижчолігового чеського клубу «Топольчани». У 1993 році Прудников спочатку працював тренером воротарів «Спартака», а в другій половині року захищав ворота фінського клубу «Яро», проте сам свій виступ він вважає невдалим, і за півроку воротар покинув фінську команду. Одночасно він зайнявся бізнесом, і для того, щоб вчасно оплатити кредит, він відкинув пропозицію стати гравцем московського «Локомотива», і перейшов до калінінградської «Балтики», керівництво якої обіцяло великі підйомні при переході. У 1994—1995 роках Олексій Прудников грав за краснодарський «Колос».
У 1995 році Прудников перейшов до південнокорейського клубу «Чонбук Дінос». Спочатку він був основним воротарем команди, проте за рік розпочались обмеження для легіонерів, особливо воротарів. Незважаючи на це, Прудников протягом трьох з половиною років грав у корейському клубі, після чого повернувся в Росію, та завершив виступи у професійних клубах.

## Виступи за збірну
Олексій Прудников кілька років грав у складі молодіжної збірної СРСР. З 1987 року він постійно викликався до олімпійської збірної СРСР, зіграв у її складі три товариські матчі. Наступного року Прудникова включили до складу збірної, яка готувалась до Олімпійських ігор 1988 року, проте на поле у фінальному турнірі так і не виходив, проте разом із іншими гравцями отримав золоті олімпійські нагороди за перемогу на олімпійському футбольному турнірі.

## Після завершення футбольної кар'єри
Олексій Прудников ще до завершення виступів на футбольних полях розпочав тренерську кар'єру, ставши граючим тренером у чеському клубі «Топольчани». Після повернення до Росії Прудников нетривалий час був тренером воротарів московського «Спартака». Пізніше він став одним із організаторів та тренерів команди зірок естради «Старко» та займався бізнесом. Пізніше Олексій Прудников знову став тренером воротарів «Спартака», працював на цій посаді близько року. У 2005 році колишній воротар працював одним із тренерів юнацької збірної Росії, а пізніше став спортивним директором литовського клубу «Ветра» У 2010 році Олексій Прудников був тренером воротарів футбольного клубу «Крила Рад». У 2015—2017 роках Прудников був тренером воротарів казахського клубу «Окжетпес».

## Особисте життя
Олексій Прудников одружений, його син Алан Прудников також є футбольним воротарем, який грав у нижчоліговому російському клубі, а також у клубах Македонії і Хорватії.

## Титули і досягнення
- Чемпіон СРСР (1):

«Спартак» (Москва): 1979, 1989
- Володар Кубка СРСР (1):

«Динамо» (Москва): 1984
- Олімпійський чемпіон (1):

1988
- Чемпіон Європи (U-21): 1980